# 約翰遜縣 (堪薩斯州)
約翰遜縣（英語：Johnson County，縮寫JO）是美国堪薩斯州東部的一個郡，東鄰密蘇里州，面積1,244平方公里。根據2020年美國人口普查，共有人口60萬9,863人，是全州人口最多的縣。縣治奧拉西（Olathe），最大城市歐弗蘭帕克（Overland Park）。
該縣家庭收入中位數為$61,455，是全州最高，全國排第62；人均收入$30,919，全國排第43。該縣成立於1855年8月25日，縣名紀念堪薩斯領地議員湯瑪斯·詹森。